# Bairiki
Bairiki je malo naselje na otoku South Tarawa, u državi Kiribati. Po popisu stanovništva iz 2010. grad ima 3 524 stanovnika. Godine 2005. Bairiki je imao 2 766 stanovnika, a 1978. 1 956. Grad koristi međunarodnu zračnu luku Bonriki koja se također nalazi na otoku South Tarawa. U Bairikiju je smješten Nacionalni stadion Bairiki koji prima 2 500 gledatelja i na njemu se može igrati nogomet na pijesku.
Nekad ga se smatralo glavnim gradom Kiribatija, jer je njemu bilo i predsjedništvo i parlament, ali u međuvremenu je partlament premješten na otok Ambo.